# Zakerana kirtisinghei
Zakerana kirtisinghei es una especie  de anfibios de la familia Dicroglossidae.

## Distribución geográfica
Es endémica de Sri Lanka, en altitudes entre 50 y 1580 m.